# Jaime Gavilán
Jaime Gavilán Martínez (Valencia, Comunidad Valenciana, España, 12 de mayo de 1985) es un futbolista español. Juega de interior izquierdo en la UD San Sebastián de los Reyes de la Segunda División B de España. y actualmente, en la temporada 2024/25 es entrenador de futbol base en el Club Deportivo Nuevo Boadilla.

## Biografía
Jaime Gavilán creció y se crio en Benimaclet. Estudió en el Colegio Sagrada Familia (PJO), donde empezó su pasión por los deportes en general y por el fútbol en particular. Fue en el colegio donde empezó a destacar en el equipo de fútbol sala y de ahí pasó a jugar en el equipo del barrio, el Sporting de Benimaclet. Al poco tiempo los ojeadores del Valencia C. F. se percataron de su gran potencial y a los 15 años empezó a militar en las categorías inferiores de dicho club.
Poco a poco fue escalando en el club de Mestalla hasta llegar a debutar con el primer equipo en primera división en la temporada 2002-03, en la jornada 30, en el partido que enfrentó a Valladolid y Valencia en el Zorrilla. La temporada siguiente permaneció en el Valencia "B" en segunda B, para recalar en 2004-05 en 2.ª división militando en las filas del Tenerife en calidad de cedido. Tras su paso por Tenerife, la temporada siguiente jugó de nuevo cedido, esta vez en las filas del Getafe CF, equipo con el que jugó 32 encuentros y anotando 4 goles, llegando a ser uno de los mejores jugadores de banda izquierda de la liga.
Posteriormente regresó al primer equipo del Valencia C. F. Ha sido un habitual en las convocatorias de selecciones nacionales inferiores (se proclamó campeón de Europa sub-16 en 2001, siendo uno de los destacados del combinado nacional; más tarde ganó el título europeo sub-19 en 2004; además formó parte de la selección española sub-20 que quedó subcampeona en 2003). Entró en la lista de 33 dada por Luis Aragonés antes del Mundial de Alemania, aunque finalmente fue descartado.
La temporada 2005/2006 marcó el primer gol de la liga, el 28 de agosto de 2005 en Montjuic frente al Espanyol. La temporada 2007/2008 volvió al Getafe CF en calidad de cedido, aunque en la temporada 2008/2009, el Getafe CF compró su ficha para jugar en su equipo.
La progresión de Jaime Gavilán se ha visto a menudo cortada por la fatalidad de las lesiones. En marzo de 2011 sufrió una  grave lesión en la rodilla izquierda que le mantuvo sin poder jugar durante 9 meses. De la que afortunadamente en la actualidad se encuentra recuperado.
En el mes de junio de 2014 ficha por el Levante Unión Deportiva.

## Clubes
- Actualizado el 17 de febrero de 2021.

| Club                      | Temporada   | Partidos | Goles |
| ------------------------- | ----------- | -------- | ----- |
| Valencia CF Mestalla      | 2002 - 2003 | 17       | 2     |
| Valencia CF               | 2002 - 2003 | 2        | 0     |
| Valencia CF Mestalla      | 2003 - 2004 | 24       | 5     |
| C.D. Tenerife             | 2004 - 2005 | 30       | 3     |
| Getafe CF                 | 2005 - 2006 | 35       | 5     |
| Valencia CF               | 2006 - 2007 | 16       | 0     |
| Valencia CF               | 2007 - 2008 | 6        | 0     |
| Getafe CF                 | 2007 - 2008 | 24       | 3     |
| Getafe CF                 | 2008 - 2009 | 34       | 3     |
| Getafe CF                 | 2009 - 2010 | 29       | 1     |
| Getafe CF                 | 2010 - 2011 | 22       | 2     |
| Getafe CF                 | 2011 - 2012 | 18       | 1     |
| Getafe CF                 | 2012 - 2013 | 26       | 2     |
| Getafe CF                 | 2013 - 2014 | 23       | 0     |
| Levante UD                | 2014 - 2015 | 6        | 0     |
| AO Platanias (GRE)        | 2015        | 8        | 0     |
| Atlético de Kolkata (IND) | 2015        | 16       | 0     |
| Suwon FC (RPK)            | 2016 - 2017 | 13       | 0     |
| Chennaiyin FC (IND)       | 2017 - 2018 | 13       | 0     |
| AD Alcorcón               | 2018 - 2019 | 0        | 0     |
| SS Reyes                  | 2019 - Act  | 9        | 0     |

## Palmarés
| Título             | Club                     | País       | Año  |
| ------------------ | ------------------------ | ---------- | ---- |
| Eurocopa Sub-16    | España Sub-16            | Inglaterra | 2001 |
| Eurocopa Sub-19    | España Sub-19            | Suiza      | 2004 |
| Superliga de India | Chennaiyin Football Club | India      | 2018 |